# Den underbara lögnen (1955)
Den underbara lögnen är en svensk dramafilm från 1955 i regi av Mike Road. Road har även en större roll i filmen tillsammans med bland andra Signe Hasso och William Langford.

## Om filmen
Förlaga till filmen var novellerna La Grande Bretèche av Honoré de Balzac och Den gamla fröknen och Följderna av en skilsmässa av Guy de Maupassant, vilka omarbetades till filmmanus av Bob Condon. Inspelningen ägde rum mellan den 5 december 1952 och 16 april 1953 i Stockholm. Fotograf var Sven Nykvist och kompositör Jules Sylvain. Filmen premiärvisades den 24 januari 1955 på biografen Astoria i Stockholm. Den var 109 minuter lång och tillåten från 15 år.
Då filmen var avsedd för export anlitades engelsktalande skådespelare och dialogen är således också på engelska.

## Handling
En ung kvinna sitter kvällen före sitt bröllop och tittar i en bok med kärleksnoveller.

## Rollista
La Grande Bretèche
- Signe Hasso – grevinnan Joséphine de Merret
- William Langford – greve Louis de Merret
- Mike Road	– Edmond, grevinnans älskare, spansk adelsman
- Stig Olin	– Goronflot, gårdskarl
- Lillebil Kjellén – Gertrud, kammarjungfru
- Naima Wifstrand – Gertrud, 50 år senare
- Ragnar Arvedson – värdshusvärd
- Ann Bibby – värdshusvärdinnan
- Sven Arvor – servitör
- Sidney Coleman – luffare
- Tor Isedal – polis
- John Botvid – gammal man
- Rune Stylander – en man

Den gamla fröknen
- Signe Hasso – Agnes Maubert
- William Langford – löjtnant, Agnès' älskade
- Ragnar Arvedson – greve Maubert, Agnès' far
- Hjördis Petterson	– faster Emilie
- Ruth Brady – Agnès' kusin
- Sven Bertil Norberg – läkare
- Stig Olin – officer
- Kjell Nordenskiöld – officer
- Karl-Erik Forsgårdh – en man
- Wilma Malmlöf – en kvinna

Följderna av en skilsmässa
- Signe Hasso – Marie Bowman
- William Langford – Val Bowman, Maries man
- Ruth Brady – Hélène
- Mike Road – Paul, Vals advokat
- Lillebil Kjellén – Pauls sekreterare
- Stig Olin – gäst på fest
- Guje Lagerwall – gäst på fest
- Ragnar Arvedson – ambassadör
- Sture Ström – piccolo

Övriga
- Bob Condon – ej identifierad roll
- Anders Andelius – ej identifierad roll
- Fred Childress – ej identifierad roll

### Fotnoter
1. 1 2 3  ”Den underbara lögnen”. http://sfi.se/sv/svensk-filmdatabas/Item/?itemid=4447&type=MOVIE&iv=Basic&ref=/templates/SwedishFilmSearchResult.aspx?id%3d1225%26epslanguage%3dsv%26searchword%3dden+underbara+l%C3%B6gnen%26type%3dMovieTitle%26match%3dBegin%26page%3d1%26prom%3dFalse. Läst 10 april 2013.